# 4N-أسيتيل سيتيدين
4N-أسيتيل سيتيدين (بالإنجليزية: N4-acetylcytidine )‏ واختصارا (م3س) هو نوكليوسيد قاعدته 4N-أسيتيل سايتوسين وهي مشتق مؤستل للسايتوسين مرتبطة بسكر الريبوز. يتواجد طبيعيا في بعض جزيئات الرنا الناقل والريبوسومي.

## وصلات خارجية
- ملخص تعديل 4N-أسيتيل سيتيدين فـي قاعدة بيانات مودوميكس.